# Robert Ivanov
Robert Ivanov (* 19. September 1994 in Helsinki) ist ein finnischer Fußballspieler, der zuletzt beim deutschen Zweitligisten Eintracht Braunschweig unter Vertrag stand. Der Innenverteidiger ist seit Januar 2019 finnischer Nationalspieler.

## Karriere

### Verein
Ivanov wurde in Helsinki als Sohn einer Ingermanlandfinnin und eines russischen Vaters geboren. Er spielte in der Jugend bei PK-35 Vantaa und Laajasalon Palloseura. Anschließend begann seine professionelle Karriere beim Drittligisten FC Myllypuro, für den er in der Saison 2014 zu 14 Ligaeinsätzen kam. In der nächsten Saison war er für den FC Viikingit im Einsatz, der ebenfalls in der drittklassigen Kakkonen spielte. In 19 Ligaspielen erzielte er drei Treffer. Am 8. März 2016 wechselte er zum FC Honka, wo er einen Dreijahresvertrag unterzeichnete. Mit seinem neuen Verein gelang ihm gleich in seiner ersten Spielzeit der Aufstieg in die Ykkönen. In der folgenden Saison 2017 gelang ihnen mit dem abermaligen Meistertitel der Durchmarsch in die erstklassige Veikkausliiga. Auch in der ersten finnischen Spielklasse behielt er seinen Platz in der Startformation und wurde den Monaten Juli und September ins Team des Monats gewählt. In Viereinhalbjahren beim FC Honka kam er in 113 Ligaspielen zum Einsatz, in denen ihm 13 Torerfolge gelangen.
Am 28. August 2020 wechselte Ivanov zum polnischen Erstligisten Warta Posen.
Im Sommer 2023 wechselte er nach Deutschland und er schloss sich dem deutschen Zweitligisten Eintracht Braunschweig an. Nach zwei Jahren verließ er Braunschweig.

### Nationalmannschaft
Am 8. Januar 2019 gab er im Freundschaftsspiel gegen Schweden sein Debüt für die finnische Fußballnationalmannschaft.
Für die Europameisterschaft 2021 wurde er in den finnischen Kader berufen, kam in den drei Spielen nach denen die Finnen ausschieden aber nicht zum Einsatz.